# Армихо, Роберто
Роберто Армихо (исп. Roberto Armijo; 13 декабря 1937, Чалатенанго, Сальвадор — 23 марта 1997, Париж, Франция) — сальвадорский поэт.

## Биография
Роберто Армихо родился в Чалатенанго 13 декабря 1937 года. В 10 лет переехал с семьёй в Сан-Сальвадор, где продолжил учёбу. В молодости был связан с литературным кружком в Сальвадорском университете, в который входили Роке Дальтон, Манлио Аргета, Тирсо Каналес, Хосе Роберто Cеа.
Как и другие писатели его поколения, неоднократно высылался из страны военными режимами. В 1972 году, получив грант от Сальвадорского университета, переехал в Париж. В том же году в Сальвадоре произошёл очередной военный переворот, и он был вынужден остаться заграницей. Смог вернуться на родину только через двадцать лет, когда Фронт национального освобождения имени Фарабундо Марти и правительство Альфредо Кристиани подписали мирные соглашения. За время вынужденной эмиграции Роберто Армихо был принят во французскую академическую среду, благодаря своему другу, гватемальскому писателю Мигелю Анхелю Астуриасу. Во Франции он исполнял обязанности представителя Фронта национального освобождения имени Фарабундо Марти. Преподавал курс латиноамериканской литературы в Парижском университете.
Роберто Армихо умер 23 марта 1997 года от рака. Его наследие включает в себя три поэтических сборника, драму, роман и несколько эссе. Сочинения писателя издаются с 1956 года.